# Per Anton von Zweigbergk
Per Anton von Zweigbergk, född 11 januari 1811 i Jönköping, död 16 oktober 1862 på egendomen Kroken i Västergötland, var en svensk läroboksförfattare.

## Biografi
Per Anton von Zweigbergk föddes som son till hovrättsrådet Anton von Zweigbergk och Kristina Themptander. 
Han blev student vid Uppsala universitet 1827 och 1836 fil. doktor där, varefter han 1837–1840 tjänstgjorde som duplikant vid Klara skola i Stockholm. År 1840 blev han kollega vid Maria skola i samma stad, från vilken befattning han 1854 på grund av sjuklighet erhöll avsked med pension. Han slog sig därefter ned som lantbrukare på sin egendom Kroken i Västergötland.
Per Anton von Zweigbergk var känd för många generationer av svenska elever genom sin 1839 utgivna Lärobok i räknekonsten med talrika öfningsexempel, vars 27:e upplaga utkom 1889 och som utgick i omkring 200 000 exemplar och även översattes till finska. Han utgav även 1844 Läseöfningar i grekiskan.
von Zweigbergk gifte sig 1846 med Beata Sofia Lindblad.